# Circuit de Lorraine 2005
Il Circuit de Lorraine 2005, quarantacinquesima edizione della corsa e prima con questa denominazione, si svolse dal 27 al 30 aprile su un percorso di 594 km ripartiti in 5 tappe, con partenza a Metz e arrivo a Hayange. Fu vinto dal lettone Andris Naudužs della Naturino-Sapore di Mare davanti al giapponese Koji Fukushima e al belga Sven Renders.

## Tappe
| Tappa  | Data      | Percorso                          | km    | Vincitore di tappa | Leader cl. generale |
| ------ | --------- | --------------------------------- | ----- | ------------------ | ------------------- |
| 1ª     | 27 aprile | Metz > Nancy                      | 157   | Andris Naudužs     | Andris Naudužs      |
| 2ª     | 28 aprile | Briey > Briey (cron. individuale) | 16    | Bradley Wiggins    | Andris Naudužs      |
| 3ª     | 28 aprile | Trieux > Rombas                   | 102   | Anthony Geslin     | Andris Naudužs      |
| 4ª     | 29 aprile | Jœuf > St-Mihiel                  | 160,5 | Saulius Ruškys     | Andris Naudužs      |
| 5ª     | 30 aprile | Thionville > Hayange              | 158,5 | Paride Grillo      | Andris Naudužs      |
| Totale | Totale    | Totale                            | 594   |                    |                     |

## Dettagli delle tappe

### 1ª tappa
- 27 aprile: Metz > Nancy – 157 km

| Pos. | Corridore      | Squadra         | Tempo    |
| ---- | -------------- | --------------- | -------- |
| 1    | Andris Naudužs | Naturino        | 4h02'45" |
| 2    | Sven Renders   | Landbouwkrediet | s.t.     |
| 3    | Koji Fukushima | Bridgestone     | s.t.     |

| Pos. | Corridore      | Squadra         | Tempo    |
| ---- | -------------- | --------------- | -------- |
| 1    | Andris Naudužs | Naturino        | 4h02'33" |
| 2    | Sven Renders   | Landbouwkrediet | a 5"     |
| 3    | Koji Fukushima | Bridgestone     | a 8"     |

### 2ª tappa
- 28 aprile: Briey > Briey (cron. individuale) – 16 km

| Pos. | Corridore         | Squadra         | Tempo  |
| ---- | ----------------- | --------------- | ------ |
| 1    | Bradley Wiggins   | Crédit Agricole | 20'58" |
| 2    | Massimiliano Mori | Naturino        | a 10"  |
| 3    | Brett Lancaster   | Panaria         | a 14"  |

| Pos. | Corridore      | Squadra         | Tempo    |
| ---- | -------------- | --------------- | -------- |
| 1    | Andris Naudužs | Naturino        | 4h24'56" |
| 2    | Koji Fukushima | Bridgestone     | a 49"    |
| 3    | Sven Renders   | Landbouwkrediet | a 51"    |

### 3ª tappa
- 28 aprile: Trieux > Rombas – 102 km

| Pos. | Corridore           | Squadra     | Tempo    |
| ---- | ------------------- | ----------- | -------- |
| 1    | Anthony Geslin      | Bouygues    | 2h17'21" |
| 2    | Hans Dekkers        | Rabobank CT | s.t.     |
| 3    | Aitor Galdos Alonso | Panaria     | s.t.     |

| Pos. | Corridore      | Squadra         | Tempo    |
| ---- | -------------- | --------------- | -------- |
| 1    | Andris Naudužs | Naturino        | 6h42'17" |
| 2    | Koji Fukushima | Bridgestone     | a 49"    |
| 3    | Sven Renders   | Landbouwkrediet | a 51"    |

### 4ª tappa
- 29 aprile: Jœuf > St-Mihiel – 160,5 km

| Pos. | Corridore       | Squadra        | Tempo    |
| ---- | --------------- | -------------- | -------- |
| 1    | Saulius Ruškys  | Agritubel      | 3h46'42" |
| 2    | Andy Flickinger | AG2R           | s.t.     |
| 3    | Mitja Mahorič   | Perutnina Ptuj | a 2"     |

| Pos. | Corridore      | Squadra         | Tempo     |
| ---- | -------------- | --------------- | --------- |
| 1    | Andris Naudužs | Naturino        | 10h29'39" |
| 2    | Koji Fukushima | Bridgestone     | a 49"     |
| 3    | Sven Renders   | Landbouwkrediet | a 51"     |

### 5ª tappa
- 30 aprile: Thionville > Hayange – 158,5 km

| Pos. | Corridore      | Squadra  | Tempo    |
| ---- | -------------- | -------- | -------- |
| 1    | Paride Grillo  | Panaria  | 3h45'39" |
| 2    | Andris Naudužs | Naturino | s.t.     |
| 3    | Mark Renshaw   | FDJ      | s.t.     |

| Pos. | Corridore      | Squadra         | Tempo     |
| ---- | -------------- | --------------- | --------- |
| 1    | Andris Naudužs | Naturino        | 14h15'12" |
| 2    | Koji Fukushima | Bridgestone     | a 55"     |
| 3    | Sven Renders   | Landbouwkrediet | a 57"     |

## Classifiche finali

### Classifica generale
| Pos. | Corridore             | Squadra            | Tempo     |
| ---- | --------------------- | ------------------ | --------- |
| 1    | Andris Naudužs        | Naturino           | 14h15'12" |
| 2    | Koji Fukushima        | Bridgestone Anchor | a 55"     |
| 3    | Sven Renders          | Landbouwkrediet    | a 57"     |
| 4    | Bradley Wiggins       | Crédit Agricole    | a 1'51"   |
| 5    | Massimiliano Mori     | Naturino           | a 2'01"   |
| 6    | Mitja Mahorič         | Perutnina Ptuj     | a 2'04"   |
| 7    | Murilo Fischer        | Naturino           | a 2'05"   |
| 8    | Brett Lancaster       | Ceramica Panaria   | s.t.      |
| 9    | José Alberto Martínez | Agritubel          | a 2'07"   |
| 10   | Sergiy Matveyev       | Ceramica Panaria   | s.t.      |